# Elba ao Vivo
Elba ao vivo é o segundo álbum ao vivo da cantora Elba Ramalho, lançado em CD e DVD em 2003.
O projeto é baseado na turnê do álbum "Elba Canta Luiz", um tributo a Luiz Gonzaga lançado em 2002, e foi gravado em um show realizado no ATL Hall (antigo Metropolitan, que voltou a usar este nome em 2015), no Rio de Janeiro, no dia 26 de Outubro de 2002. O repertório mistura clássicos do "Rei do Baião", como Asa Branca, Numa Sala de Reboco, Pagode Russo, Xote das Meninas e Vem Morena, com sucessos da carreira da cantora, como Leão do Norte, Ciranda da Rosa Vermelha e De Volta Pro Aconchego.
O show ainda conta com as participações especiais dos cantores Zeca Pagodinho (apenas no DVD) e Dominguinhos.

## Faixas

### CD
1. Asa Branca (Luiz Gonzaga, Humberto Teixeira)
  1. Citação: Canta Luiz (Dominguinhos)
2. A Vida do Viajante (Luiz Gonzaga, Hervé Cordovil)
3. Imbalança (Luiz Gonzaga, Zé Dantas)
4. Pagode Russo (Luiz Gonzaga, João Silva) / Onde Tu Tá Neném (Luiz Bandeira)
5. Numa Sala de Reboco (Luiz Gonzaga, José Marcolino) / Estrada do Canindé (Luiz Gonzaga, Humberto Teixeira)
6. Juazeiro (Luiz Gonzaga, Humberto Teixeira) / Beija-Flor (Xexéu)
  1. Citação: Trecho do folclore popular dos boiadeiros (Domínio público)
  2. Citação: Admirável Gado Novo (Zé Ramalho)
  3. Citação: Béradêro (Chico César)
7. Luar do Sertão (Catulo da Paixão Cearense, João Pernambucano)
8. Dúvida (Luiz Gonzaga, Domingos Ramos)
9. Súplica Cearense (Gordurinha, Nelinho)
10. Qui Nem Giló (Luiz Gonzaga, Humberto Teixeira)
11. Assum Preto (Luiz Gonzaga, Humberto Teixeira)
12. Sabiá (Luiz Gonzaga, Zé Dantas)
13. De Volta Pro Aconchego (Participação especial: Dominguinhos) (Dominguinhos, Nando Cordel)
14. Pot-pourri (Participação especial: Dominguinhos): Nem Se Despediu de Mim (Luiz Gonzaga, João Silva) / São João do Carneirinho (Luiz Gonzaga, Guio de Morais) / Pedras Que Cantam (Dominguinhos, Fausto Nilo)

### DVD
1. Concerto Nordestino (Luiz Antônio Porto) / Asa Branca (Luiz Gonzaga, Humberto Teixeira)
  1. Citação: Canta Luiz (Dominguinhos)
2. A Vida do Viajante (Luiz Gonzaga, Hervé Cordovil)
3. A Sorte é Cega (Luiz Guimarães)
4. Xote das Meninas (Luiz Gonzaga, Zé Dantas)
5. Vem Morena (Luiz Gonzaga, Zé Dantas)
6. Imbalança (Luiz Gonzaga, Zé Dantas)
7. Festa (Gonzaga Jr.)
  1. Citação: Etnia (Lúcio Maia, Chico Science)
  2. Citação: Morte e Vida Severina (João Cabral de Melo Neto)
  3. Citação: A Cidade (Chico Science)
  4. Citação: Evocação do Recife (Manuel Bandeira)
8. Pagode Russo (Luiz Gonzaga, João Silva) / Onde Tu Tá Neném (Luiz Bandeira)
9. Numa Sala de Reboco (Luiz Gonzaga, José Marcolino) / Estrada do Canindé (Luiz Gonzaga, Humberto Teixeira)
10. Juazeiro (Luiz Gonzaga, Humberto Teixeira) / Beija-Flor (Xexéu)
  1. Citação: Trecho do folclore popular dos boiadeiros (Domínio público)
  2. Citação: Admirável Gado Novo (Zé Ramalho)
  3. Citação: Béradêro (Chico César)
11. Luar do Sertão (Catulo da Paixão Cearense, João Pernambucano)
12. Chão de Giz (Zé Ramalho)
13. Súplica Cearense (Gordurinha, Nelinho)
14. O Xamego da Guiomar (participação especial: Zeca Pagodinho) (Luiz Gonzaga, Miguel Lima)
  1. Citação: Quando Eu Contar (Iaiá) (Serginho Meriti, Beto Sem Braço)
15. Leão do Norte (Lenine, Paulo César Pinheiro)
16. Ciranda da Rosa Vermelha (Alceu Valença)
17. Acauã (Zé Dantas)
18. Assum Preto (Luiz Gonzaga, Humberto Teixeira)
19. Sabiá (Luiz Gonzaga, Zé Dantas)
20. Óia Eu Aqui de Novo (Antônio Barros Silva)
21. No Som da Sanfona (Kaká do Asfalto, Jackson do Pandeiro) / Forró do Xenhenhém (Cecéu)
22. De Volta Pro Aconchego (Participação especial: Dominguinhos) (Dominguinhos, Nando Cordel)
23. Banho de Cheiro (Carlos Fernando) / Frevo Mulher (Zé Ramalho) / Asa Branca (Luiz Gonzaga, Humberto Teixeira)

#### Faixas bônus
1. Dúvida (Luiz Gonzaga, Domingos Ramos)
2. Treze de Dezembro (Luiz Gonzaga, Zé Dantas, Gilberto Gil)
3. Pot-pourri (Participação especial: Dominguinhos): Nem Se Despediu de Mim (Luiz Gonzaga, João Silva) / São João do Carneirinho (Luiz Gonzaga, Guio de Morais) / Quero Chá (Luiz Gonzaga, José Marcolino) / Pedras Que Cantam (Dominguinhos, Fausto Nilo)

#### Videoclipes
1. Chão de Giz (Zé Ramalho)
2. Ciranda da Rosa Vermelha (Alceu Valença)

## Músicos participantes
- Luiz Antônio Porto: teclados
- Heber Calura (Jacaré): baixo
- Marcos Arcanjo: guitarra, violão e viola
- Camilo Mariano: bateria
- Paulinho He-Man e Anjo Caldas: percussão
- Renato Cigano: acordeom
- Ocelo Mendonça: saxofone, flauta e violoncelo
- Jussara Lourenço, Daniel Maia e Leonardo Diniz: vocais de apoio

### Músicos convidados
- Paulo Roberto Pereira Araújo (Paulão): violão
- Paulo César Soares: cavaco
- Luiz Felipe dos Santos: tantã
- Hélio Silva (Macalé): pandeiro

### Participações especiais
- Zeca Pagodinho em "O Xamego da Guiomar"
- Dominguinhos em "De Volta Pro Aconchego" e "Nem Se Despediu de Mim / São João do Carneirinho / Quero Chá / Pedras Que Cantam"